# August Lucae

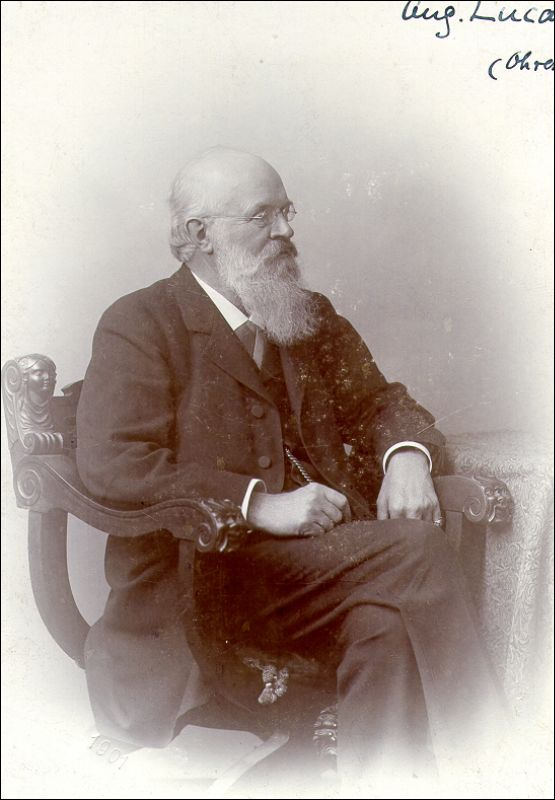
August Lucae (1835–1911)

Johann Constantin August Lucae  (* 24. August 1835 in Berlin; † 17. März 1911 ebenda) war ein deutscher Arzt und Otologe.

## Leben und Wirken
Lucae entstammte einer alten Berliner Apothekerfamilie. Sein Vater war August Friedrich Theodor Lucae (1800–1848), Apotheker 1. Klasse zu Berlin und Besitzer der „Rothen Adler-Apotheke“ sowie einer Mineralwasserfabrikation in Berlin. Seine Mutter war die geborene Caroline Wendel (1803–1870), Tochter des Johann Georg Wendel (1754–1834), einem Professor der Zeichenkunst am Gymnasium aus Erfurt. Seine beiden Brüder waren der Architekt Richard Lucae (1829–1877) und der Germanist Karl Lucae (1833–1888).
August Lucae studierte Medizin an der Universität Berlin in Berlin und an der Universität Bonn. Im Jahre 1859 wurde er mit der Arbeit De laryngoscopiae usu nonnulla promoviert. Seine weiteren Wege führten ihn dann nach Würzburg zu Anton Friedrich von Tröltsch, Prag, Wien, Paris und London. In Paris machte er die Bekanntschaft mit dem Akustiker Rudolph Koenig. Hier entstanden die ersten akustisch-physiologischen Arbeiten von Lucae. Im Jahre 1862 arbeitete er dann in London bei Joseph Toynbee, welcher an der ohrenärztlichen Poliklinik im St. Mary’s Hospital wirkte.
Hiernach ging er erneut nach Berlin zurück, wo er noch im gleichen Jahr am Institut für Pathologie von Rudolf Virchow praktizierte. Nach seiner Habilitation – mit der Schrift Ueber Schwerhörigkeit bei grauer Degeneration des Rückenmarkes – war er von 1866 bis 1905 als Lehrender an der Universität in Berlin tätig. Im Jahre 1871 wurde er zunächst zum außerordentlichen Professor berufen und im Jahre 1874 übernahm er als Direktor die Universitätspoliklinik für Ohrenkrankheiten. Schließlich berief man ihn im Jahre 1899 zum ordentlichen Professor für Otologie an die Universität in Berlin.
Lucae strebte den Aufbau einer mit einer Poliklinik verbundenen Abteilung für Ohrenkranke in der Charité an, aber sein erster Antrag hierzu wurde im Jahre 1871 vom amtierenden Minister Heinrich von Mühler des Preußischen Ministeriums der geistlichen, Unterrichts- und Medizinalangelegenheiten abgelehnt. Dessen Begründung war, dass die Etablierung einer solchen eigenständigen Klinik innerhalb des Charité-Krankenhaus nicht zulässig sei und dass ferner dem Universitätsklinikum hierfür auch keine entsprechenden Räumlichkeiten zur Verfügung stünden. Doch Lucaes beständiges Insistieren innerhalb der Verwaltungsinstitutionen sowie seine hohen Behandlungszahlen und -erfolge führten letztlich zur Meinungsänderung im Ministerium.
Im Jahre 1881 betraute man ihn mit der Leitung der von ihm mitbegründeten ersten stationären Universitätsklinik für Ohrenkrankheiten in Deutschland. Im Jahre 1906 wurde Lucae emeritiert.
Lucae war auch Gründungsmitglied des nach englischem Vorbild ausgerichteten Club von Berlin, der sich am 8. Oktober 1864 konstituierte.
August Lucae starb 1911 im Alter von 75 Jahren in Berlin und wurde auf dem Alten St.-Matthäus-Kirchhof in Schöneberg beigesetzt. Das Grab ist nicht erhalten geblieben.

## Schriften (Auswahl)
- Die Schallleitung durch die Kopfknochen und ihre Bedeutung für die Diagnostik der Ohrenkrankheiten. Stahel, Würzburg 1870 (archive.org).
- Ueber Hämorrhagie und hämorrhagische Entzündung des kindlichen Ohrlabyrinths. In: Archiv für pathologische Anatomie und Physiologie und für klinische Medicin. Band 88 (1882), Nr. 3, S. 556–575.
- Zur Entstehung und Behandlung der subjectiven Gehörsempfindungen. Enslin, Berlin 1884.
- Beiträge zu Albert Eulenburgs Real-Encyclopädie der gesammten Heilkunde. Erste Auflage.
  - Band 3 (1880) (Digitalisat), S. 94–102: Catheterismus der Tuba Eustachii
  - Band 5 (1881) (Digitalisat), S. 398–404: Fremdkörper des Ohres
  - Band 8 (1881) (Digitalisat), S. 3–16: Labyrinthkrankheiten; S. 700–704: Menière’sche Krankheit
  - Band 13 (1883) (Digitalisat), S. 430–432: Taubheit
  - Band 15 (1883) (Digitalisat), S. 208–210 (Nachträge): Labyrinthkrankheiten